# Ga Seodongtan
Ga Seodongtan là ga trên Tuyến 1 của Tàu điện ngầm Seoul. Nó phục vụ cho thành phố Hwaseong và Osan ở Gyeonggi-do, Hàn Quốc. Nhà ga này lấy tên (nghĩa là Tây Dongtan) từ một vùng địa phương trong Hwaseong, nhưng nó nằm sát Osan.

## Bố trí ga
| ↑ Byeongjeom     |
| ２１ \|          |
| Bắt đầu·Kết thúc |

| １~２ | ●Tuyến 1 | Địa phương | ← Hướng đi Suwon · Guro · Yongsan · Đại học Kwangwoon |